# Ото III (Швабия)
Вижте пояснителната страница за други личности с името Ото III.
Ото фон Швайнфурт Мъдрия (на немски: Otto von Schweinfurt, der Weiße; (* 995, † 28 септември 1057) от род Швайнфурти, e маркграф на Нордгау (1024 – 1031) и от 1048 г. херцог на Швабия.

## Живот
Той е син на Хайнрих фон Швайнфурт († 1017), маркграф в баварския Нордгау, и на Герберга фон Глайберг († сл. 1036), дъщеря на пфалцграф и граф Хериберт фон Ветерау (925 – 992).
Ото III наследява баща си в Раденцгау и територията около Швайнфурт. Така той става един от могъщите феодални господари в Източна Франкония.
Той участва в походите против Бохемия, Унгария и Полша и през 1048 г., след смъртта на херцог Ото II от Швабия († 1047), е определен от крал Хайнрих III за негов наследник. Той е лоялен на своя крал.
Ото се сгодява по заповед на Хайнрих през 1035 г. с Матилда, дъщеря на полския крал Болеслав Храбри. Те не се женят, понеже годежът е прекратен следващата година. Той се жени, отново по имперски политически интереси, през 1036 г. за Ирмингард (Имила) († 1077/1078) от род Ардуини, дъщеря на Оделрик Манфред II (маркграф на Торино) и Берта д’Есте от род Отбертини. Тя е по-малка сестра на Аделхайд от Суза († 1091). Така връзките между северните и южните части на империята трябва да се заздравят.
Ото е погребан в Швайнфурт. Ирмингард се омъжва през 1058 г. за граф Екберт I от Брауншвайг († 1068), маркграф на Майсен (Брунони). Негов наследник като херцог на Швабия става Рудолф фон Райнфелден, по-късният геген-крал към Хайнрих IV.

## Деца
Ото и Ирмингард (Имила) от Торино имат пет дъщери:
- Берта (Алберада) († 1 януари 1103)

1. ∞ Херман II фон Кастъл († 1074), граф на Кастл, маркграф на Банц
2. ∞ Фридрих I фон Кастъл († 1103), граф на Кастл и Хабсберг, брат на Херман II фон Кастъл

- Гизела († 2/22 февруари 1100), ∞ граф Арнолд фон Дисен († 1098)
- Юдит († 1104)

1. ∞ Конрад I († 1053), херцог на Бавария (Ецони)
2. ∞ Бото фон Потенщайн (* 1027/28; † 1 март 1104), граф на Потенщайн, (Арибони)

- Ейлика, абатиса на манастир Нидермюнстер в Регенсбург
- Беатрикс (* 1040, † 1104), наследничка на Швайнфурт ∞ Хайнрих II († 1087/1089), граф на Хилдрицхаузен, маркграф в Нордгау